# New Yorker Lions 2022
Questa voce raccoglie le informazioni riguardanti i New Yorker Lions nelle competizioni ufficiali della stagione 2022.

## Roster
| Roster dei New Yorker Lions (2022) |
| --- |
| Quarterback - 7 Hendrik Scharnbacher - 12 Jakob Parks - 14 Mike Friese Running Back - 3 Crusoe Gongbay - 8 Emmanuel Abedi-Bawa / - 21 David McCants - 36 Finn Oppermann - 39 Marcel Engler Wide Receiver - 6 Justus Holtz - 11 Mika Wickinger - 17 Tamsir Seck - 80 Marcel Gwiazda - 81 Yannick Richel - 82 Aaron Lawson - 84 Malcom Abimbola - 85 Christian Bollmann - 86 Tjard Müggenburg - 87 Fabian Rolfes - 88 Paul Bogdan Tight End - 80 Frederick Kohlberg Offensive Linemen - 52 Johan Sager - 55 Daniel Kane - 56 Malte Hrabak - 61 Jan von Jürgensonn - 66 Marcel Wenske - 69 Steven Kinner - 71 Devin Drünkler - 72 Julian Jelen - 75 Frederik Schollmeyer - 76 Alexander Schollmeyer - 77 David Beale - 79 Gerrit Brandt Defensive Linemen - 1 Patrick Finke - 9 OJ Thompson - 10 Arkadius Cieslok - 40 Akeem Ayoola DT - 45 Jakob Kaiser DL/LB - 66 Max Rupprecht - 91 Justin Anders - 92 Serif Djibrilla - 95 Georg Kraft - 96 Samuel Kargel - 97 Lukas Baumann - 99 Tim Remmerbach Linebacker - 15 Benjamin Krahl - 16 Benedict Oldenburg - 41 Chika Otiora - 42 Mattes Fiedler - 44 Derrick Bryant - 46 Leon Rönicke - 47 Florian Fehrle - 48 David Müller - 54 Christoph Bachmann - 94 Eryk Paszkiewicz Defensive Back - 2 Dante Neumann - 4 Marvin Gesellnsetter - 5 Adehkeem Brown - 19 Nico Werner - 20 Michel Sander - 21 Marcel Gaal - 24 Rene Merkel - 26 Robert Oetke - 28 Mika Mesterham - 29 Sebastian Graf - 32 Corvin Hennig Special Team - 13 Luca Jeckstadt K Lista delle riserve - Isaiah Woods WR |

## German Football League 2022

### Stagione regolare
| Braunschweig 22 maggio 2022, ore 15:00 1ª giornata | New Yorker Lions | 14 – 14 (0-0 7-0 7-0 0-14) referto | Kiel Baltic Hurricanes | Eintracht-Stadion (2325 spett.)\| Arbitro: \| Pruin \| |
| Arbitro:                                           | Pruin            |                                    |                        |                                                        |

| Braunschweig 28 maggio 2022, ore 18:00 2ª giornata | New Yorker Lions | 27 – 14 (0-7 10-0 10-0 7-7) referto | Cologne Crocodiles | Eintracht-Stadion (2187 spett.)\| Arbitro: \| Pruin \| |
| Arbitro:                                           | Pruin            |                                     |                    |                                                        |

| Berlino 4 giugno 2022, ore 18:00 3ª giornata | Berlin Rebels | 21 – 21 (0-0 13-7 0-7 8-7) referto | New Yorker Lions | Mommsenstadion (533 spett.)\| Arbitro: \| Schwieger \| |
| Arbitro:                                     | Schwieger     |                                    |                  |                                                        |

| Braunschweig 11 giugno 2022, ore 18:00 4ª giornata | New Yorker Lions | 48 – 13 (7-0 14-0 14-7 13-6) referto | Düsseldorf Panther | Eintracht-Stadion (2873 spett.)\| Arbitro: \| Schwieger \| |
| Arbitro:                                           | Schwieger        |                                      |                    |                                                            |

| Düsseldorf 25 giugno 2022, ore 16:00 6ª giornata | Düsseldorf Panther | 6 – 59 (3-3 3-21 0-28 0-7) referto | New Yorker Lions | Vfl Benrath (600 spett.)\| Arbitro: \| Kopka \| |
| Arbitro:                                         | Kopka              |                                    |                  |                                                 |

| Berlino 2 luglio 2022, ore 16:00 7ª giornata | Berlin Adler | 17 – 31 (10-0 7-10 0-14 0-7) referto | New Yorker Lions | Poststadion (1360 spett.)\| Arbitro: \| Schwarz \| |
| Arbitro:                                     | Schwarz      |                                      |                  |                                                    |

| Braunschweig 23 luglio 2022, ore 18:00 9ª giornata | New Yorker Lions | 26 – 65 (12-12 0-27 7-20 7-6) referto | Potsdam Royals | Eintracht-Stadion (2823 spett.)\| Arbitro: \| Pruin \| |
| Arbitro:                                           | Pruin            |                                       |                |                                                        |

| Colonia 14 agosto 2022, ore 15:09 11ª giornata | Cologne Crocodiles | 36 – 28 (7-0 0-6 7-9 22-13) referto | New Yorker Lions | Sportpark Höhenberg (1263 spett.)\| Arbitro: \| Kopka \| |
| Arbitro:                                       | Kopka              |                                     |                  |                                                          |

| Braunschweig 21 agosto 2022, ore 15:00 12ª giornata | New Yorker Lions | 31 – 20 (10-7 7-0 7-6 7-7) referto | Dresden Monarchs | Eintracht-Stadion (3107 spett.)\| Arbitro: \| Pruin \| |
| Arbitro:                                            | Pruin            |                                    |                  |                                                        |

| Kiel 27 agosto 2022, ore 16:00 13ª giornata | Kiel Baltic Hurricanes | 19 – 52 (6-7 7-14 0-24 6-7) referto | New Yorker Lions | FC Kilia (1593 spett.)\| Arbitro: \| Pruin \| |
| Arbitro:                                    | Pruin                  |                                     |                  |                                               |

### Playoff
| Braunschweig 10 settembre 2022, ore 20:01 | New Yorker Lions | 10 – 14 (0-0 0-7 0-0 10-7) referto | Allgäu Comets | Eintracht-Stadion (2722 spett.)\| Arbitro: \| Kopka \| |
| Arbitro:                                  | Kopka            |                                    |               |                                                        |

## Statistiche di squadra
| Competizione      | %Vittorie | In casa | In casa | In casa | In casa | In casa | In casa | In trasferta | In trasferta | In trasferta | In trasferta | In trasferta | In trasferta | Totale | Totale | Totale | Totale | Totale | Totale |
| Competizione      | %Vittorie | G       | V       | N       | P       | Pf      | Ps      | G            | V            | N            | P            | Pf           | Ps           | G      | V      | N      | P      | Pf     | Ps     |
| ----------------- | --------- | ------- | ------- | ------- | ------- | ------- | ------- | ------------ | ------------ | ------------ | ------------ | ------------ | ------------ | ------ | ------ | ------ | ------ | ------ | ------ |
| Stagione regolare | .700      | 5       | 3       | 1       | 1       | 146     | 126     | 5            | 3            | 1            | 1            | 191          | 99           | 10     | 6      | 2      | 2      | 337    | 225    |
| Playoff           | .000      | 1       | 0       | 0       | 1       | 10      | 14      | 0            | 0            | 0            | 0            | 0            | 0            | 1      | 0      | 0      | 1      | 10     | 14     |
| Totale            | .636      | 6       | 3       | 1       | 2       | 156     | 140     | 5            | 3            | 1            | 1            | 191          | 99           | 11     | 6      | 2      | 3      | 347    | 239    |

## Statistiche personali

### Marcatori
| Giocatore     | Ruolo | TD rush | TD recv | TD int | TD p.ret | TD k.ret | TD oth | Xp1  | Xp2 | FG  | Saf | Totale |
| ------------- | ----- | ------- | ------- | ------ | -------- | -------- | ------ | ---- | --- | --- | --- | ------ |
| Jeckstadt     |       | 0       | 0       | 0      | 0        | 0        | 0      | 41+1 | 0   | 8+1 | 0   | 69     |
| Abedi-Bawa    |       | 7       | 1       | 0      | 0        | 0        | 0      | 0    | 0   | 0   | 0   | 48     |
| Seck          |       | 0       | 6       | 0      | 0        | 0        | 0      | 0    | 0   | 0   | 0   | 36     |
| Wickinger     |       | 1       | 3       | 0      | 0        | 1        | 0      | 0    | 0   | 0   | 0   | 30     |
| Bogdan        |       | 0       | 4       | 0      | 0        | 0        | 0      | 0    | 0   | 0   | 0   | 24     |
| Holtz         |       | 0       | 4       | 0      | 0        | 0        | 0      | 0    | 0   | 0   | 0   | 24     |
| Brown         |       | 0       | 0       | 1      | 1        | 0        | 1      | 0    | 0   | 0   | 1   | 20     |
| D. McCants    |       | 3       | 0       | 0      | 0        | 0        | 0      | 0    | 0   | 0   | 0   | 18     |
| M. Abimbola   |       | 0       | 2       | 0      | 0        | 0        | 0      | 0    | 0   | 0   | 0   | 12     |
| Bollmann      |       | 0       | 2       | 0      | 0        | 0        | 0      | 0    | 0   | 0   | 0   | 12     |
| Gongbay       |       | 0+1     | 1       | 0      | 0        | 0        | 0      | 0    | 0   | 0   | 0   | 12     |
| I. Woods      |       | 0       | 2       | 0      | 0        | 0        | 0      | 0    | 0   | 0   | 0   | 12     |
| D. Bryant     |       | 0       | 0       | 0      | 0        | 0        | 1      | 0    | 0   | 0   | 0   | 6      |
| F. Fehrle     |       | 0       | 0       | 1      | 0        | 0        | 0      | 0    | 0   | 0   | 0   | 6      |
| T. Müggenburg |       | 0       | 1       | 0      | 0        | 0        | 0      | 0    | 0   | 0   | 0   | 6      |
| F. Oppermann  |       | 1       | 0       | 0      | 0        | 0        | 0      | 0    | 0   | 0   | 0   | 6      |
| J. Parks      |       | 1       | 0       | 0      | 0        | 0        | 0      | 0    | 0   | 0   | 0   | 6      |

### Passer rating
| Giocatore    | G   | Att   | Comp  | Int | Yds     | TD  | NFL    | NCAA   |
| ------------ | --- | ----- | ----- | --- | ------- | --- | ------ | ------ |
| Therriault   | 1+1 | 31+20 | 23+13 | 1+0 | 318+120 | 4+0 | 114,67 | 164,79 |
| Scharnbacher | 5+1 | 51+13 | 24+8  | 3+2 | 343+102 | 6+0 | 71,42  | 123,72 |
| J. Parks     | 7   | 225   | 124   | 5   | 1315    | 14  | 83,84  | 120,29 |
| Bollmann     | 2   | 2     | 1     | 0   | 78      | 1   |        |        |
| Friese       | 1   | 1     | 1     | 0   | 12      | 0   |        |        |